# Záchranář

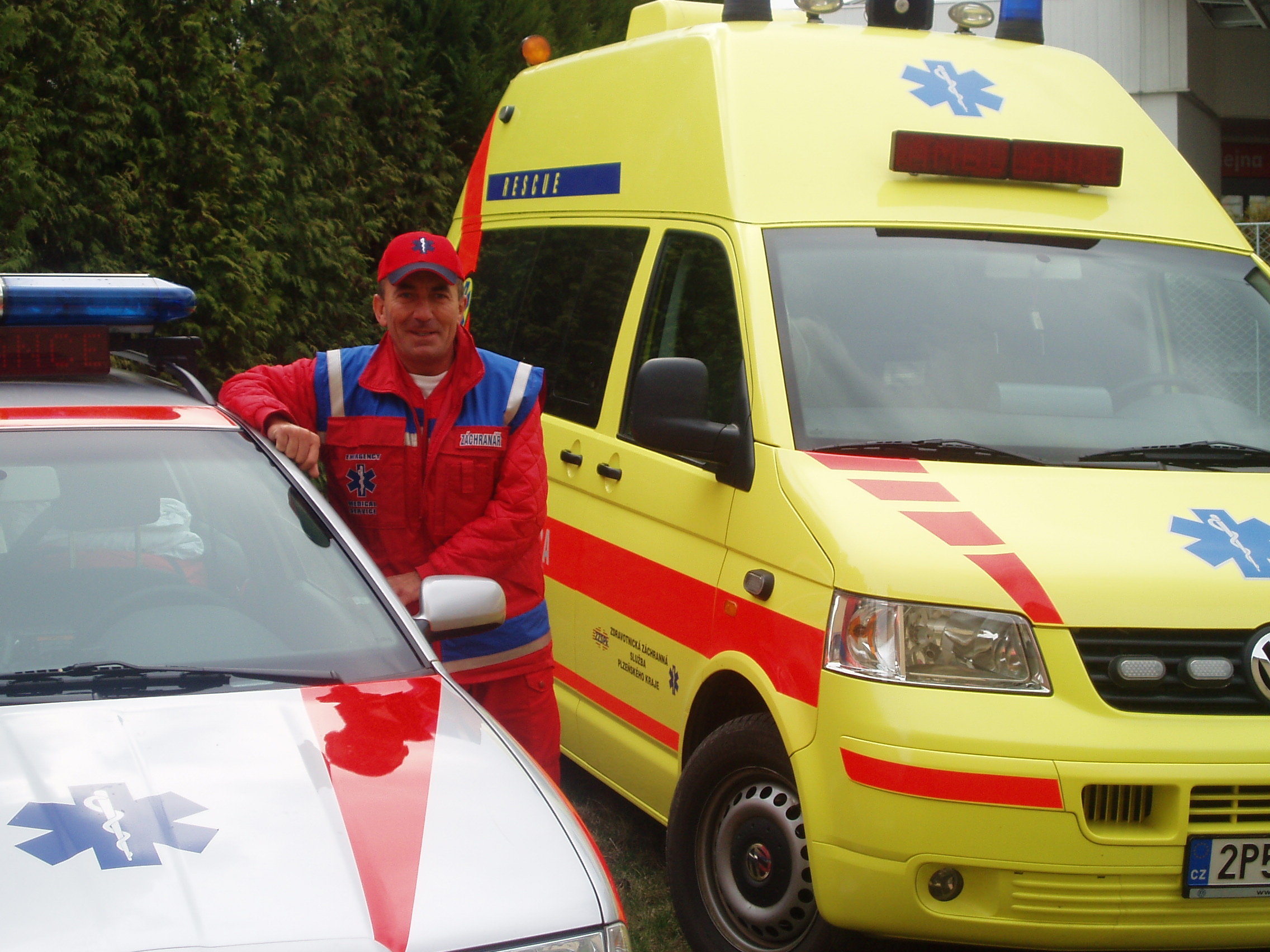
Záchranář u ZZS

Záchranář je osoba, která zachraňuje lidi ohrožené na životě. Jsou vycvičení pro složky integrovaného záchranného systému. Jsou cvičeni pro jednotky technické záchrany, potápěčů, horské služby. Termín „záchranář“ se v určité pracovní kariéře používá jako pracovní pozice.
Hlavním úkolem zachránce je zachraňovat životy v nebezpečném prostředí.

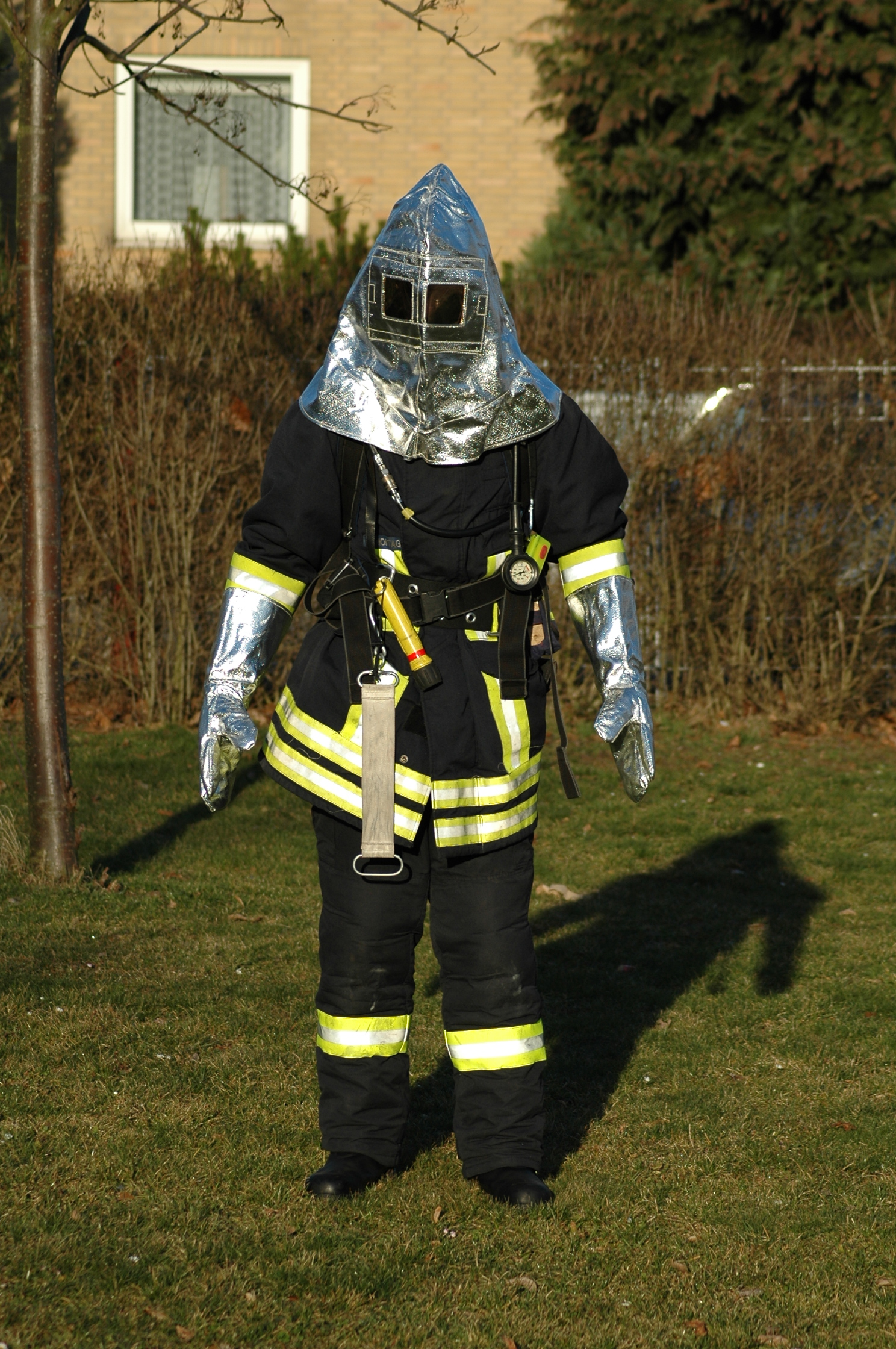
Hasič

## Druhy záchranářů

### Hasič
Záchranářské akce u HZS jsou velmi odlišné od západní a východní kultury:
- Severní Amerika – záchranáři jsou smícháni s hasiči. Sdílejí stejné vybavení a záchrannou misi vede velitel jednotky. Záchranáři jsou děleni do několika tříd, mají školení v terénu a školí je velitelové v daném oboru. Záchranáři jsou povolání v určitých týmech při: vodní, letecké, horské nebo jiné závažné katastrofě.
- Asijské oddělení – tvoří speciální jednotky záchranářů. Tito záchranáři mají vlastní zařízení, přístroje, nebo dokonce vlastní požární stanici. Dříve sloužili jako hasičská jednotka, než se museli začít vzdělávat, aby se stali hasiči. Školení se bralo jako trénink a účastníci při nesplnění dané normy museli výcvik opustit. Po absolvování školení byli posláni účastníci kurzu do záchranné jednotky.

### Voják
Záchranář v armádě je voják nebo námořník, který absolvoval speciální výcvik. Běžně jsou tito záchranáři známí z pobřežní hlídky. Základní vojenskou povinností je ochraňovat další vojenský personál během bojového nebo normálního provozu.